# Bajila
Bajila —àrab: بجيلة, Bajīla— fou una tribu àrab suposada subdivisió dels Anmar però altres la consideren una tribu iemenita. Aquesta tribu es va unir als khatham, als Banu Tamim, als Bakr ibn Wàïl i als Abd-al-Qays i va fer incursions a Iraq en temps del rei sassànida Sapor II (310-379) però va patir fortes pèrdues en el contraatac persa. En temps de Mahoma vivien al sud de la Meca i per les rivalitats entre clans es va dispersar i es van posar sota la protecció d'altres tribus amb les que van acabar barrejats.